# Alejandro Amenábar
Alejandro Amenábar, all'anagrafe Alejandro Fernando Amenábar Cantos (Santiago del Cile, 31 marzo 1972), è un regista, sceneggiatore, compositore e produttore cinematografico cileno naturalizzato spagnolo.
È autore del film dalle atmosfere gotiche The Others, con cui ottiene un notevole successo e vince otto premi Goya nel 2005. Nel 2004 gira il film Mare dentro, con cui vince l'Oscar al miglior film in lingua straniera nel 2005 e che vale a Javier Bardem la Coppa Volpi alla 61ª Mostra del cinema di Venezia nel 2004.

## Biografia

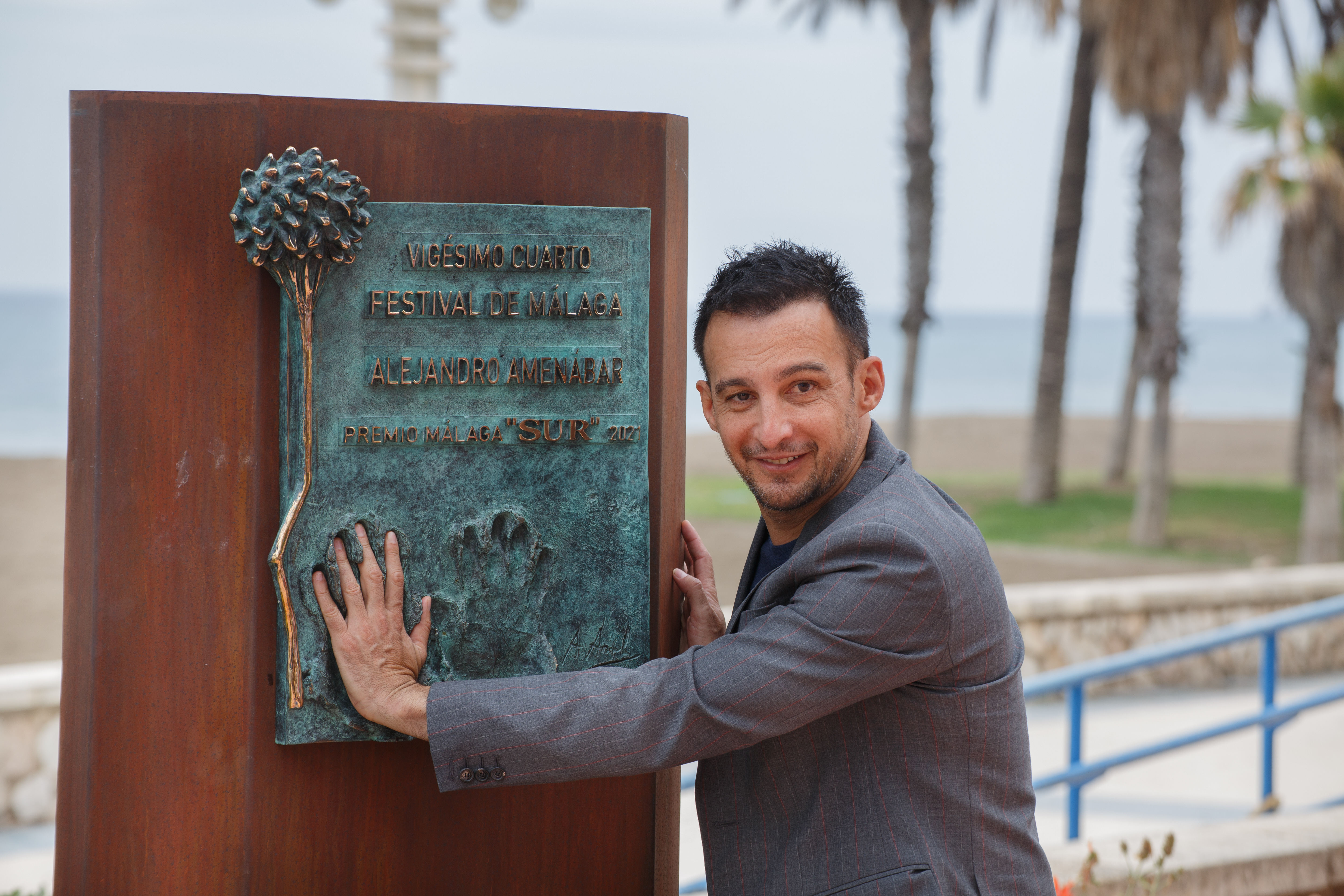
Amenabar al Festival di Malaga 2021

Nato a Santiago del Cile il 31 marzo del 1972 da padre cileno e da madre spagnola, Amenábar si trasferì con la propria famiglia a Madrid, in Spagna, l'anno successivo a quello del famigerato golpe di Pinochet, scoppiato nel paese nel settembre del 1973, che di fatto pose fine alla presidenza del socialista Salvador Allende. Studia alla facoltà di Scienze dell'informazione dell'Università Complutense di Madrid, ma presto lascia l'università e dirige i suoi primi cortometraggi.
Il suo primo lungometraggio, Tesis del 1996, ottiene un grande successo in Spagna e vince sette premi Goya. Il suo secondo film, Apri gli occhi del 1997, lo conferma come un nuovo talento e ottiene un grande successo anche all'estero. Nel 2001, Tom Cruise ne produce un remake, diretto da Cameron Crowe e intitolato Vanilla Sky, nel quale Cruise recita assieme a Penélope Cruz, che aveva già recitato nello stesso ruolo, quello di Sofia, nella pellicola di Amenábar, accanto a Eduardo Noriega. Il film seguente, The Others del 2001, con Nicole Kidman, è il suo primo film in inglese, e si aggiudica otto premi Goya.
Nel 2004 si aggiudica alla 61ª Mostra del cinema di Venezia il Gran premio della giuria con Mare dentro, un film sulla vita di Ramón Sampedro, interpretato da Javier Bardem. Con lo stesso film vince anche, nel 2005, il premio Oscar per il miglior film straniero. Il suo seguente lungometraggio, Agora, è ambientato nell'Egitto sotto dominazione romana. Il film narra delle vicende che portarono all'assassinio della filosofa neoplatonica e matematica Ipazia di Alessandria, per mano dei parabolani.

## Vita privata
Amenábar, che scrive spesso anche sceneggiatura e compone la colonna sonora di molti suoi film, si definisce ateo, dopo un'educazione cattolica e una successiva condizione di agnosticismo. Nel 2004 ha fatto coming out dichiarando la propria omosessualità. Nel 2015 si è sposato con il compagno David Blanco, da cui ha divorziato nel 2018.

## Filmografia

### Regista
- La cabeza - cortometraggio (1991)
- Himenóptero - cortometraggio (1991)
- Luna - cortometraggio (1995)
- Tesis (1995)
- Apri gli occhi (Abre Los Ojos, 1997)
- The Others (2001)
- Mare dentro (Mar adentro, 2004)
- Agora (2009)
- Regression (2015)
- Lettera a Franco (Mientras dure la guerra, 2019)

### Colonna sonora
- Al lado del Atlas, regia di Alejandro Amenábar (1994)
- Luna, regia di Alejandro Amenábar - cortometraggio (1995)
- Tesis, regia di Alejandro Amenábar (1996)
- Apri gli occhi (Abre Los Ojos), regia di Alejandro Amenábar (1997)
- Allanamiento de morada, regia di Alejandro Amenábar (1998)
- La lengua de las mariposas, regia di Alejandro Amenábar (1999)
- Nadie conoce a nadie, regia di Alejandro Amenábar (1999)
- The Others, regia di Alejandro Amenábar (2001)
- Mare dentro, regia di Alejandro Amenábar (2004)
- Regression, regia di Alejandro Amenábar (2015)
- Lettera a Franco (Mientras dure la guerra), regia di Alejandro Amenábar (2019)

### Produttore
- Tesis, regia di Alejandro Amenábar (1996)
- El Soñador, regia di Oskar Santos (2004)
- Mare dentro (Mar adentro), regia di Alejandro Amenábar (2004)
- El mal ajeno, regia di Oskar Santos (2010)

### Sceneggiatore
- La cabeza, regia di Alejandro Amenábar - cortometraggio (1991)
- Himenóptero, regia di Alejandro Amenábar - cortometraggio (1991)
- Luna, regia di Alejandro Amenábar - cortometraggio (1995)
- Tesis, regia di Alejandro Amenábar (1996)
- Apri gli occhi (Abre Los Ojos), regia di Alejandro Amenábar (1997)
- The Others, regia di Alejandro Amenábar (2001)
- Apri gli occhi, episodio di Vanilla Sky, regia di Cameron Crowe (2001)
- El Soñador, regia di Oskar Santos (2004)
- Mare dentro (Mar adentro), regia di Alejandro Amenábar (2004)
- Agora, regia di Alejandro Amenábar (2009)
- Regression, regia di Alejandro Amenábar (2015)
- Lettera a Franco (Mientras dure la guerra), regia di Alejandro Amenábar (2019)

## Discografia

### Colonne sonore
- 1997 - Abre los ojos (Banda sonora original)
- 1997 - Tesis - Música original de la película (con Mariano Marín)
- 1999 - La lengua de las mariposas
- 2001 - Los otros (Banda sonora original)
- 2004 - Mar adentro
- 2019 - Mientras Dure La Guerra (Banda Sonora De La Película)

### EP
- 2004 - Four Extraordinary Films, Four Extraordinary Scores (con Alexandre Desplat, Aaron Zigman e Andrew Dickson)